# Giuseppe Maria Mazzetti
Giuseppe Maria Mazzetti (Chieti, 2 dicembre 1778 – Napoli, 14 luglio 1850) è stato un arcivescovo cattolico italiano.

## Biografia
Carmelitano dell'Ordine della Beata Vergine del Carmine dell'antica osservanza, fu vescovo di Aquino, Sora e Pontecorvo dal 1836 al 1838 ed arcivescovo titolare di Seleucia di Isauria dal 1838 alla morte.
Nel 1837 fu eletto dal Re quale presidente della Regia Università degli Studii e della Pubblica Istruzione a Napoli. Le sue idee e la sua attività segnarono la rinascita dell'ateneo di Napoli. Su sua proposta il Re ordinò l'istituzione di pubbliche scuole di agricoltura e di geometria in tutti i comuni del Regno.
Più tardi si spostò su posizioni più conservative durante il periodo della reazione antiliberale. Per esempio nel 1847, prese il provvedimento di chiudere la scuola liberale di Bertrando Spaventa, professore di logica e metafisica all'ateneo napoletano.

## Opere
Scrisse varie opere pedagogiche: 
- Progetto di riforma pel regolamento della Pubblica Istruzione, 1840
- Quadro di studi rudimentali ordinati ed esposti con opportune dichiarazioni, 1850

## Genealogia episcopale
La genealogia episcopale è:
- Cardinale Scipione Rebiba
- Cardinale Giulio Antonio Santori
- Cardinale Girolamo Bernerio, O.P.
- Arcivescovo Galeazzo Sanvitale
- Cardinale Ludovico Ludovisi
- Cardinale Luigi Caetani
- Cardinale Ulderico Carpegna
- Cardinale Paluzzo Paluzzi Altieri degli Albertoni
- Papa Benedetto XIII
- Papa Benedetto XIV
- Papa Clemente XIII
- Cardinale Marcantonio Colonna
- Cardinale Giacinto Sigismondo Gerdil, B.
- Cardinale Giulio Maria della Somaglia
- Cardinale Carlo Odescalchi, S.I.
- Arcivescovo Giuseppe Maria Mazzetti, O.Carm.